# Kong Le
Capitão (mais tarde major-general) Kong Le (em laociano:  ກອງແລ; 6 de março de 1934  - 17 de janeiro de 2014) foi um oficial do Exército Real do Laos.
Liderando a principal unidade do Exército Real do Laos, o 2.º Batalhão de Paraquedistas, o jovem oficial idealista treinado nos Estados Unidos, tornou-se conhecido mundialmente quando, em 10 de agosto de 1960, ele e seus paraquedistas amotinados depuseram o governo real do Laos em um golpe de Estado. Declarou que visava acabar com a corrupção do governo e, para a consternação das autoridades estadunidenses, responsabilizou as políticas dos Estados Unidos pelos problemas do país.
Era favorável a uma política externa e doméstica neutra, enquanto as tensões ideológicas da Guerra Fria estavam muito fortes no Sudeste Asiático. Acreditava que, para o bem do interesse geral, os laocianos deveriam parar de lutar e de matar uns aos outros. Com isso, conquistou o respeito de parte da população de Vientiane, como um "líder patriótico acima dos partidos".
Depois de expulso pelo contragolpe de 14 de dezembro de 1960, apoiado pelos Estados Unidos, perpetrado  pelo general Phoumi Nosavan, Kong Le e seus partidários recuaram para a estratégica Planície de Jars, reunindo recrutas para a causa neutralista ao longo do caminho. Uma vez estabelecido na planície como Forças Armadas Neutralistas, este terceiro lado na Guerra Civil do Laos começaria a se fragmentar. Em abril de 1963, os Neutralistas Patrióticos romperam para se aliar ao comunista Pathet Lao, enquanto Kong Le planejou uma reaproximação com os realistas.
Nos anos seguintes, o desempenho em batalha das Forças Armadas Neutralistas em apoio aos realistas foi precário. Quando os subordinados de Kong Le ficaram cada vez mais insatisfeitos e as unidades das Forças Armadas Neutralistas começaram a se amotinar, ele foi forçado a deixar o Laos em 17 de outubro de 1966.
Permaneceria exilado na Indonésia, Hong Kong, Estados Unidos e França; falecendo nesta última em 17 de janeiro de 2014.